# Осјек (Илиџа)
Осјек је насељено мјесто у Босни и Херцеговини, у општини Илиџа, које административно припада Федерацији Босне и Херцеговине. Према попису становништва из 1991. у насељу је живјело 1.997 становника.

## Географија
Смјештен је са десне стране магистралног пута Сарајево—Кисељак. Кроз ово насеље теку реке Босна и Зујевина. Верује се да је место добило назив по томе сто је токовима ових река било одсечено од осталог дела Сарајевског поља.

## Историја

### Осјек у часопису Босанска Вила од 1887. године
Из Блажуја сјеверу пошавши, четврт сата далеко, лежи село Осјек. Положајем је у равни и има 25 кућа. Од тих су неке у групи смјештене око ријеке, Зујевине, која је кроз Осјек проведена. Источно и сјеверно од кућа осјечкијех пружају се плодне ЊИВЕ и красне ливаде житеља осјечких. У Осјеку стапују све сами правослаави Срби. и они се баве искључиво обрађивањем земље. Село Осјек добило је своје име од тога што је ријеком Босном одсјечено (растављенно) од општине Доњег Бутмира, којој припада. За постанак му се тачно не зна, а по приповједању народном и предању, које је у народу сачувано, зна се да су у њему живили одвајкада Срби. Да је у њему некада живир и владао неки Паша Кукавица па за тијем да је послије њега, сав Осјек не оставивши исти порода након себе, купио из царске хазне неки бег Омарија, за вријеме кога су Срби уживали велику слободу и заштиту (Види Јавор од г. 1885. бр. 11. 12. стр. 345. .'575) и да је послије Омарије прешо по насљедству у руке Мустај паше, Халилбашића и Ченгића. Од старина у Осјеку налазе се рушсвине зване Оџак за коју приповиједа народ, да је туј био некада велики Оџак, али чиј не зна се, Кула Мустај пашинице, коју је задао паша Кукавица, (тако га народ зове) Та је кула висока на три ката, и под њоме имаде 'тавница, у којој се и данас налази костура од Срба, који су у њој робујући истурили. У њој су умрла два калуђера, њиове су кости побожни Срби кријући извадили и закопали близу куле у једну њиву. Мјесто ће су те кости закопане данас је зарасло у трље, и не може се искрчити. Народ приповиједа да је више покушавао да се искрчи и у њиву обрати, али да је увијек страд'о сваки онај, ко га је крчити почео, да се сваки или посјек'о или убио, и да је тако одма од крчења одуст'о. И пашиница је за то наредила да се то мјесто не смије никада искрчити. У тамници те куле некада су налазили прнибјежишта и хајдуци : Мијат Арамбаша и сестрић му Маринко и туј су проводили сакривени дуже врамена. Кула је начињена од камена, из развалина оџака и пред вратима те куле има плоча један метар дуга и по метра широка, на тој плочи стоји и данас овај натпис M .......VIP. .. .....POVIPIA. .. .... VSMARI....I.. O.... ...B.........M........P Натпис није цијел, био је много већи; па га је неко истуко са крајева, те је само још ово заостало. Мисли се да је та плоча такође из развалина оџака туј пренијета. Народ још приповиједа да су мајстори кад су оџак разваљивали нашли грдно благо, и да су то кријући од паше Кукавице натоварили на седам мазги, па са овима потковавши их наопако да им се траг не уфати, утекоше некуда, одаклен су и дошли. У Осјеку имаде гробље, али на њему нема никакови важни споменнка. На томе се гробљу чине зборови о Маркову дану и о Задушницама. На путу између Блажија и Осјека има сеоце звано Слатнна, туј је кула Хајдар бега Ченгића. Слатином се зове због ливаде која лежи испод те куле, на којој ливади на више мјеста извире кисела вода једнака онај на Кисељаку. Западно од Осјека уздиже се брдо и зове се Црквине, пружа се од Блажујских поља између Осјека и Рогачићки поља правцем до Црнотине. По коси тога брда имаду неколике куће раштркане једна од друге и у овијем станују пр. Срби. Име је добило од црквишта, које се налази на највишем врхунцу тог брда према селу Рогачићима. По предању народном туј је била црква од које се развалине и данас налазе, зараеле у ситну шуму. Ко је цркву подиго, који је храм цркве био, и кад је постајала, не зна се. У развалинама црквеним налази се плоча истесана на форму умиваонице, крај развалина има гробље у које се сељани тога села копају, али и оно Нема ништа из чека би се могло што важно докучити. А покрај гробља имају неколпика велика мрамора. Мало даље од тијех развалина имаде лијепо истесан камен за који сељаци приповједају да су га три нута носили узидати у босанску ћуприју и да се сва три пута сам повраћ'о. Ниже Црквина налази се у њивама према Рогачићима вода звана Грковица, друкчије Гркова чесма, љековита ради грознице. Од Црквина, односно те развалине, сјеверу косом пошавши зове се један брежуљак Виноград и народ приповјиеда да су туј били виногради кад је црква на Црквинама била. Из развалина те цркве повађен је камен и направљен Дервишев хан у Блажују, и у томе приповиједају да су узидани неки натписи за које нијесам никако могао дознати на коме су мјесту, и шта је на њима написано. Осим хана паправљена је а једна кућа на Црквинама.
У Осјеку од давнина живе српске православне породице: Урта, Шоја, Куљанин, Јанковић, Богдановић, Њего, Зељаја, Ешпек, Филиповић, Братић, Тешановић и др.

### Осјек у току рата у Босни и Херцеговини (1992—1995)
Током трајања рата у Босни и Херцеговини Осјек је био у саставу Републике Српске. Осјечки батаљон, који је био у саставу Илиџанске бригаде Војске Републике Српске, поднио је велике жртве за стварање Републике Српске и успјешно је бранио вјековна српска огњишта на овом подручју. Потписивањем Дејтонског споразума Осјек је припао Федерацији Босне и Херцеговине тако да је готово цјелокупно становништво напустило овај простор.

## Становништво

### Мјесна заједница Осјек, попис 1991.
| Националност       | 1991.          |
| Срби               | 1.802 (90,23%) |
| Муслимани          | 51 (2,55%)     |
| Хрвати             | 20 (1,00%)     |
| Југословени        | 98 (4,9%)      |
| остали и непознато | 26 (1,30%)     |
| укупно             | 1.997          |